# Satz von Radon
Der Satz von Radon (auch als Lemma von Radon bezeichnet) ist ein Lehrsatz der Konvexgeometrie, welcher auf den österreichischen Mathematiker Johann Radon zurückgeht. Der Satz steht in unmittelbarem Zusammenhang mit dem Satz von Helly und ist über diesen mit anderen klassischen Sätzen der Konvexgeometrie verknüpft.

## Formulierung des Satzes
Der Satz lässt sich in moderner Fassung wie folgt formulieren:
Gegeben seien eine natürliche Zahl {\displaystyle n} und dazu ein {\displaystyle n}-dimensionaler, reeller Vektorraum {\displaystyle V} sowie eine Teilmenge {\displaystyle A} von {\displaystyle V}, welche aus mindestens {\displaystyle n+2} Elementen bestehen soll.
Dann gilt:
{\displaystyle A} kann derart in zwei disjunkte Teilmengen {\displaystyle A_{1}} und {\displaystyle A_{2}} zerlegt werden, dass deren konvexe Hüllen {\displaystyle \operatorname {conv} A_{1}} und {\displaystyle \operatorname {conv} A_{2}} sich in mindestens einem Punkte schneiden.

## Historisches
Johann Radon formulierte und bewies den Satz 1921. Er hat aus ihm dann den Satz von Helly hergeleitet, welchen Eduard Helly bereits im Jahre 1913 gefunden und Johann Radon später mitgeteilt hatte.

## Abgrenzung
Auf Johann Radon geht auch ein weiterer wichtiger Satz der Mathematik zurück, nämlich der Satz von Radon-Nikodým, welcher jedoch nicht der Konvexgeometrie zugerechnet wird, sondern der Maßtheorie.

## Verallgemeinerung
Der Satz von Radon wurde von Helge Tverberg im Jahre 1966 zum Satz von Tverberg verallgemeinert.

### Originalarbeiten
- Johann Radon: Mengen konvexer Körper, die einen gemeinsamen Punkt enthalten. In: Math. Ann. Band 83, 1921, S. 113–115.

### Monographien
- Arne Brøndsted: An introduction to convex polytopes. Springer-Verlag, New York u. a. 1983, ISBN 0-387-90722-X.
- Peter M. Gruber: Convex and Discrete Geometrie. Springer-Verlag, Berlin u. a. 2007, ISBN 978-3-540-71132-2.
- Victor L. Klee (Hrsg.): Convexity. Proceedings of the Seventh Symposium in Pure Mathematics of the American Mathematical Society, held at the University of Washington, Seattle, Washington, June 13–15, 1961. American Mathematical Society, Providence, RI 1963.
- Steven R. Lay: Convex sets and their applications. John Wiley & Sons, New York u. a. 1982, ISBN 0-471-09584-2.